# سامیه حسن
سامیه صولحو حسن (انگلیسی: Samia Suluhu Hassan، زادهٔ ۲۷ ژانویهٔ ۱۹۶۰)؛ سیاست‌مدار مسلمان اهل تانزانیا است. وی از ۱۹ مارس ۲۰۲۱ در پی مرگ جان ماگوفولی رئیس‌جمهور تانزانیا شد. او اولین رئیس‌جمهور زن مسلمان و محجبه در آفریقا است.